# Phytomyza ilicis
Phytomyza ilicis är en tvåvingeart som beskrevs av Curtis 1846. Phytomyza ilicis ingår i släktet Phytomyza och familjen minerarflugor. Arten är reproducerande i Sverige. Inga underarter finns listade i Catalogue of Life.

## Bildgalleri

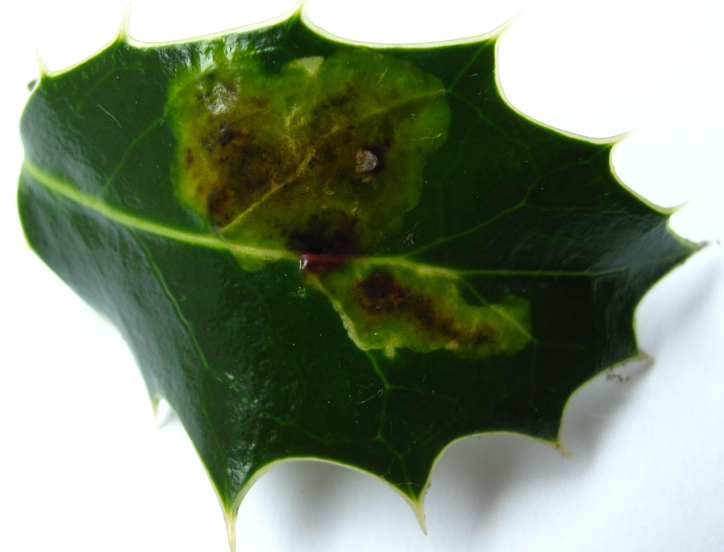
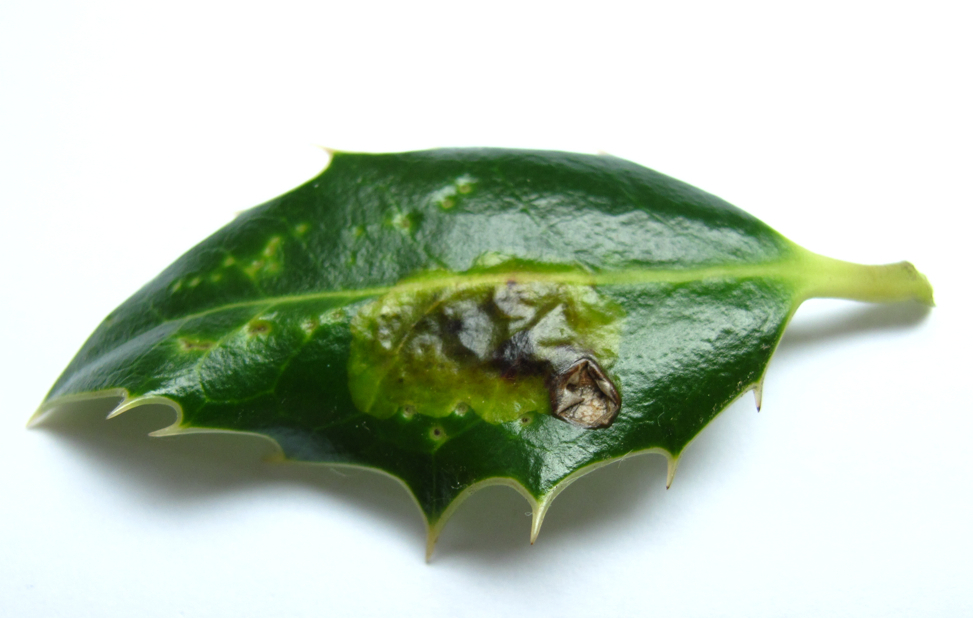
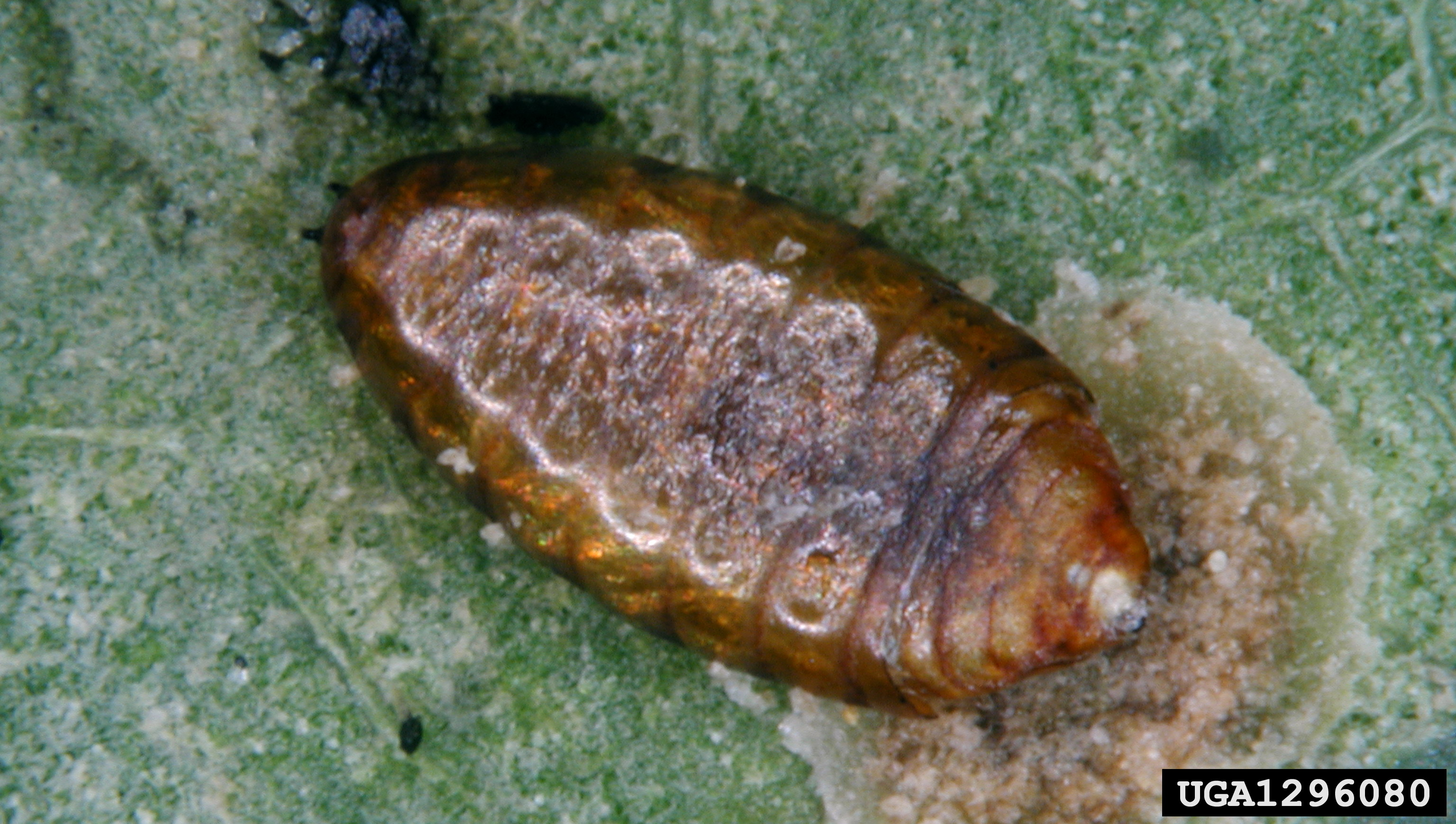